# چارلز سیمونیی
چارلز سیمونیی (به انگلیسی: Charles Simonyi) (به مجاری: Simonyi Károly) فضانورد اهل کشور مجارستان است که در ۱۰ سپتامبر ۱۹۴۸ میلادی در بوداپست زاده شد. وی در مأموریت سایوز تی‌ام‌ای-۹ ،سایوز تی‌ام‌ای-۱۰، سایوز تی‌ام‌ای-۱۳، سایوز تی‌ام‌ای-۱۴ حضور داشته است.